# Phil Hill
Philip Toll Hill Jr (ur. 20 kwietnia 1927 w Miami, zm. 28 sierpnia 2008 w Monterey) – amerykański kierowca wyścigowy; mistrz Formuły 1 z sezonu 1961.

## Życiorys
Hill dorastał w Santa Monica. Zaczął się ścigać, przybywając do Anglii w 1949 jako kierowca Jaguara. W 1956 dołączył do zespołu Ferrari. Zadebiutował w Grand Prix Francji w 1958 w Maserati. Tego samego roku wygrał 24h Le Mans wraz ze swym belgijskim kolegą – Olivierem Gendebienem. Hill prowadził samochód podczas nocnej ulewy. Amerykanin i Belg wygrali wyścig w Le Mans jeszcze w 1961 i 1962 roku.
Hill wygrał w 1961 zdobył mistrzostwo w zespole Scuderia Ferrari. Zdobycie tytułu ułatwiła śmierć kolegi z zespołu – Wolfganga von Tripsa, który był głównym pretendentem do tytułu.
Po opuszczeniu Ferrari z końcem 1962 razem z Giancarlo Baghettim przeniósł się do nowego zespołu Automobili Turismo e Sport. Hill przez kilka następnych lat startował w Formule 1 dopóki nie zajął się wyścigami samochodów sportowych w Fordzie i Chaparralu.
Phil Hill pozostaje jedynym Amerykaninem urodzonym w Stanach Zjednoczonych, który zdobył tytuł mistrza świata Formuły 1.
Jego syn Derek w 2003 ścigał się w Formule 3000.

## Wyniki

### Podsumowanie
| Sezon | Team                                            | 1   | 2   | 3   | Miejsce            |
| ----- | ----------------------------------------------- | --- | --- | --- | ------------------ |
| 1958  | Joakim Bonnier Racing Team Scuderia Ferrari     | -   | -   | - 2 | 10. miejsce        |
| 1959  | Scuderia Ferrari                                | -   | 2   | 1   | 4. miejsce         |
| 1960  | Scuderia Ferrari Yeoman Credit Racing Team      | 1 - | -   | 1 - | 5. miejsce         |
| 1961  | Scuderia Ferrari                                | 2   | 2   | 2   | Mistrzostwo        |
| 1962  | Scuderia Ferrari Porsche Engineering            | -   | 1 - | 2 - | 6.miejsce          |
| 1963  | Automobili Turismo e Sport Scuderia Filipinetti | -   | -   | -   | Nie sklasyfikowany |
| 1964  | Cooper Car Company                              | -   | -   | -   | 19.miejsce         |
| 1966  | Anglo-American Racers                           | -   | -   | -   | Nie sklasyfikowany |